# Blanka Stehlíková
Blanka Stehlíková (* 26. srpna 1933 Březové Hory) je česká historička umění, kurátorka, publicistka.

## Životopis
Narodila se 26. srpna 1933 do rodiny básníka a malíře Ladislava Stehlíka a jeho ženy Loly. Dětství prožila v Myslívě na Klatovsku kde byli její rodiče učiteli. Středoškolské vzdělání zahájila v roce 1944 studiem na Spolkovém dívčím reálném gymnáziu Jany Zátkové v Českých Budějovicích, kde její třídní profesorkou byla spisovatelka Zdeňka Bezděková. V roce 1945 se rodina přestěhovala do Prahy Vinohrad do bytu po básníkovi Františku Halasovi v Kouřimské ulici. V Praze studovala na Státním reálném gymnáziu Jana Masaryka. Po zrušení ústavu pokračovala na gymnáziu v Praze 3, Sladkovského nám. V roce 1951 byla přijata ke studiu na Filosofickou fakultu Univerzity Karlovy, obor dějiny umění (prof. Jan Květ, prof. Jaroslav Pešina, prof. J. Neumann) a národopis. V roce 1955 pomáhala, spolu s dalšími studenty vyšších ročníků, stěhovat exponáty z Jihočeského muzea v Českých Budějovicích do nově vznikající Alšovy jihočeské galerie v Hluboké nad Vltavou. Zároveň si je najal ředitel galerie Bohumil Houdek k průzkumu a vyhledávání soch, sošek, obrazů, obrázků a jiných památek ve vesničkách a objektech v pohraničním pásmu. Nalezené exponáty studenti třídili a popisovali na vědecké karty. Studium ukončila v roce 1956 diplomovou prací Česká sociální grafika počátku 20. let. V roce 1989 převzala diplom CSc. za kandidátskou práci Česká sociálně angažovaná grafika 1917–1927, kterou obhájila již v roce 1970.

## Dílo
Pracovala jako vědecká síla v Kabinetu pro teorii, kritiku a dokumentaci Svazu československých výtvarných umělců a v Ústavu pro teorii a dějiny umění ČSAV. Krátce pracovala v redakci listu Večerní Praha. Je autorkou četných časopiseckých a novinových článků. Jako kurátorka se věnovala pořádání výstav v celé republice. Připravila mnoho výstav jihočeských výtvarníků pro Alšovu jihočeskou galerii. Od roku 1973 se podílela na výběru a instalaci exponátů pro stálou výtvarnou galerii Památníku v Terezíně a rozšiřování sbírky a instalaci výstav se zde věnovala dalších třicet let. Zabývala se jako historička umění grafikou a knižní ilustrací 20. století. Zaměřila se zejména na oblast ilustrace dětské knihy a v tomto směru spolupracovala s dalšími historiky ze zahraničí (USA, Japonsko, Německo).
Žije v Praze. Jejím manželem byl ing. Ivan Kašík. Má děti Tamaru, Ivana, Violu.

### Práce ve výtvarných porotách
- 1987 až 1989 členka komise pro knihu a ilustraci SČVU

- V letech 1986 až 1991 členka poroty Nejkrásnější knihy ČSSR.
- Členka výtvarné poroty Společnosti přátel knihy pro mládež (Cena Marie Majerové; česká nominace ceny H. Ch. Andersena, česká účast na mezinárodním veletrhu dětské knihy v Bologni)
- Od roku 1990 členka vědecké rady Památníku Terezín

### Členství
- Evidence ČFVU
- Tvůrčí skupina Říjen
- Syndikát novinářů České republiky
- Sdružení Bienále Brno
- Sdružení českých umělců grafiků Hollar

### Ocenění
- 1986 cena Svazu českých výtvarných umělců za přínos v oblasti knihy a ilustrace

- dvě pamětní medaile Památníku Terezín

- 2007 medaile Václava Hollara.

### Monografie, katalogy k výstavám výběrově
- Antonín Majer: výstava grafiky k osmdesátým narozeninám: únor 1962, výstavní síň ČFVU Hollar. Praha: Svaz československých výtvarných umělců,1962.
- Obrazy Aloise Moravce a Bohumila Ullrycha. Katalog k výstavě. Strakonice: Vlastivědné muzeum, 1967
- STEHLÍKOVÁ, Blanka. Česká sociálně angažovaná grafika 1917 - 1927 [rukopis]. Praha, 1969. 195 l.
- Čeští ilustrátoři pohádek. Praha: Obelisk, 1970. 30 s.
- Ilustrace Mirko Hanáka. Praha: Obelisk pro Dílo - Český fond výtvarných umění, 1971. 30 stran.
- Vasyl Kasijan: [výstava grafického díla, České Budějovice, listopad-prosinec 1972 a Písek, prosinec 1972-leden 1973]. [Hluboká nad Vltavou]: Alšova jihočeská galerie, 1972.
- Boje a zápasy: české umění v boji proti fašismu a válce 1930-1945. V Hluboké nad Vltavou: Alšova jihočeská galerie,1973.

- Alois Moravec: Hluboká nad Vltavou: Alšova jihočeská galerie v Hluboké nad Vltavou, 1975.
- Karel Štěch. České Budějovice: Růže,1975.
- Jižní Čechy v grafické tvorbě. České Budějovice: Jihočeské nakladatelství, 1982. [105] s.
- Ladislav Stehlík: kresby. V Blatné: Městské muzeum,1983.
- Mirko Hanák: Malá monografie s ukázkami z výtvarného díla. Šumperk: Okr. vlastivědné muzeum, 1983.
- Nikdy válku. III. Výstava z nových zisků Památníku Terezín z let 1984-1989. Terezín: Památník Terezín, 1983.
- Lidé a krajina: výstava obrazů akademického malíře Milana Peterky: Okresní vlastivědné muzeum v Českém Krumlově, od 18. února do 9. března 1984. Český Krumlov: Okresní vlastivědné muzeum v Českém Krumlově,1984.
- Bořivoj Lauda: kresby, užitá grafika, kostýmy. Strakonice: Muzeum středního Pootaví, 1987.

- Adolf Born. Praha: Odeon, 1988.134 stran.
- Současná česká kniha: Ministerstvo kultury ČR, Unie výtvarných umělců, Výstavní síň Mánes, Praha, listopad - prosinec 1990. [Praha]: Unie výtvarných umělců, [1990].
- Květoslav Hísek: výběr z díla: katalog výstavy, Čes. Budějovice 29. 10. - 18. 11. 1990, Praha 4. 12. 1990 - 6. 1. 1991. Praha: Unie výtvarných umělců, 1990. [12] s.
- VÁCHAL, Josef a STEHLÍKOVÁ, Blanka, ed. Živant a umrlanti. V Praze: Paseka, 1995. 125 s. ISBN 80-85192-37-3
- Jindra Čapek: ilustrace: [katalog výstavy, České Budějovice, Klatovy 1996. Hluboká nad Vltavou: Alšova jihočeská galerie, 1996. [19] s. ISBN 80-85857-07-3
- Antonín Pospíšil: [katalog výstavy Antonín Pospíšil, ilustrace, studie, knižní přebaly, Vlašský dvůr 12.5.-25.7.1999. Kutná Hora: Galerie Felixe Jeneweina, 1999.
- The Czech avant-garde and Czech book design: the 1920s and 1930s: an exhibition drawn from the Emma Linen Dana Czech Avant-Garde Book Collection. New Jersey: Fairleigh Dickinson University, [2000?].
- Petr Dillinger: kresby a grafika. Prostějov: Kulturní klub Duha, [2002].
- Ondřej Sekora - práce všeho druhu: osobnost a dílo. Praha: Práh, 2003. 235 s.ISBN 80-7252-085-7
- STEHLÍK, Ladislav a STEHLÍKOVÁ, Blanka, ed. Rybolov. Praha: Bonaventura, 2005. 28 s. ISBN 80-85197-42-1
- Burachisurabua sekai ehon genkakuten: sekai no ehon ga yatte kita = XX. Bienále ilustrácií Bratislava, Slovensko. Tōkyō: Bijutsukan reurakukyōgikai, ©2006. 133 s.
- Abeceda lásky: Osobnosti, které jsem znala. 1.vyd. Praha: Mladá fronta, 2009. 238 s. ISBN 978-80-204-1917-0
- Myslív - historie a současnost. Klatovy: Obecní úřad Myslív ve spolupráci s nakl. Arkáda, 2010. 146 s. ISBN 978-80-260-6215-8

- SDRUŽENÍ ČESKÝCH UMĚLCŮ GRAFIKŮ HOLLAR a STEHLÍKOVÁ, Blanka.100 let Hollaru. [Praha]: [Sdružení českých umělců grafiků Hollar], [2017].
- Adolf Born: pocta Václavu Hollarovi. [Praha]: [Sdružení českých umělců grafiků Hollar], [2017].
- Jiří Altmann: osobnost a tvorba. První vydání. Praha: Altmanns Publishing, 2017. ISBN 978-80-270-1417-0
- Miloslav Nováček (1923-1994). České Budějovice: Alena Reindlová ve spolupráci s nakladatelstvím Eliška Štěpánová - Měsíc ve dne, 2018. 227 stran.
- Karel Hruška: divadlo světa. [Praha]: [Hollar], [2020].